# مياه صرف

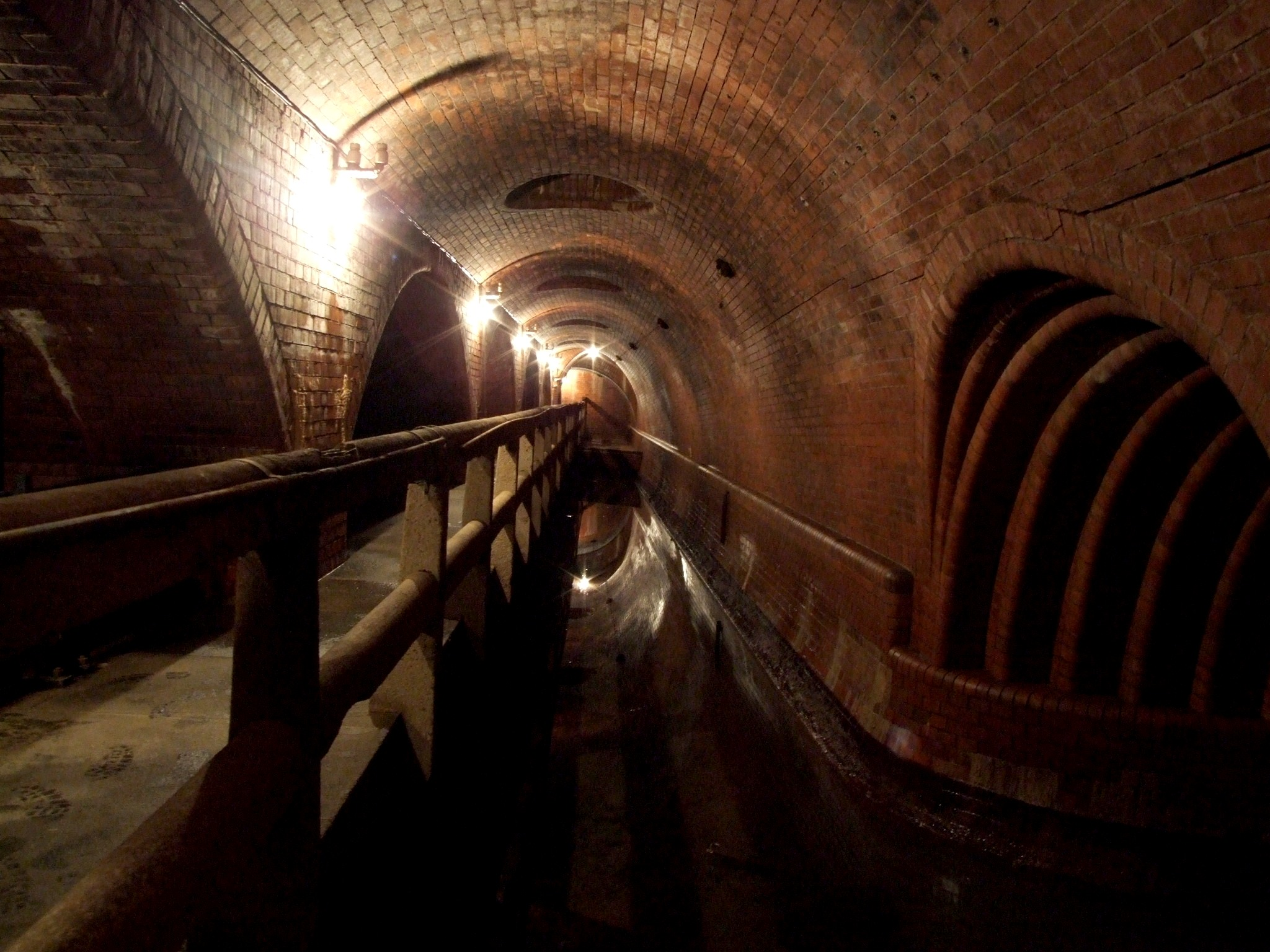
شبكة الصرف الصحي في مدينة براغ

المياه العادمة أو مياه صرف صحي هي مخلفات سائلة أو مياه تأثرت نوعيتها سلباً نتيجة التأثير البشري عليها. وهي تشمل المخلفات السائلة المصرفة من المجمعات السكنية، والتجارية، والصناعية، والزراعية، وقد تحتوي أيضا على مجموعة واسعة من الملوثات المحتملة وبتراكيز مختلفة. كما تشير بالمصطلح العام، إلى المخلفات السائلة الصادرة عن المجمعات البشرية والحاوية على مجموعة واسعة من الملوثات الناجمة عن اختلاط الفضلات السائلة من مصادر شتى.

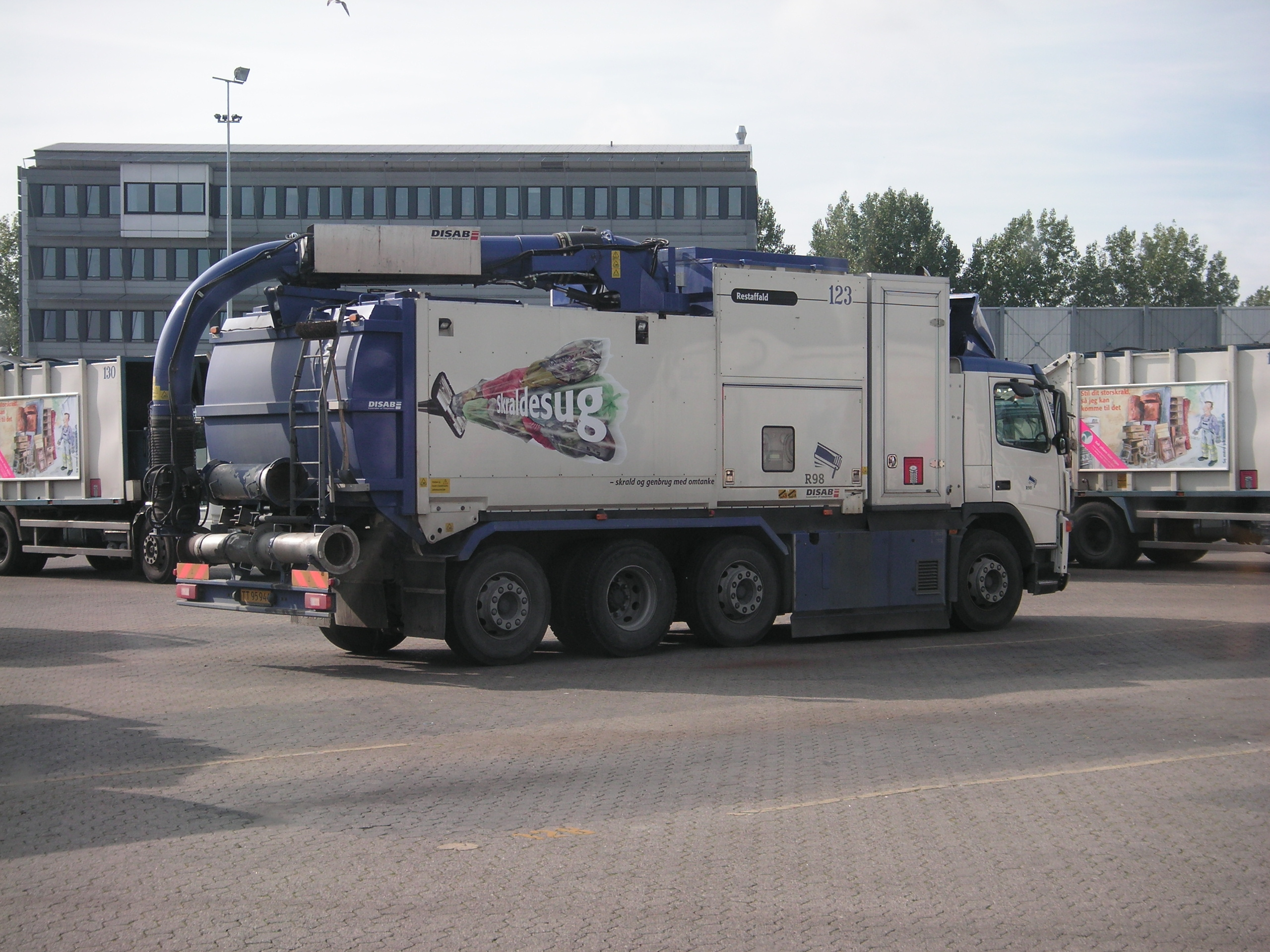
شاحنة خاصة تستخدم لتفريغ الحفر الفنية

يقصد بالصرف الصحي قسم من مياه الفضلات السائلة، ملوثة بالبراز أو البول، ولكن غالبا ما يستخدم للدلالة إلى كل أنواع الفضلات السائلة. تشمل مياه الصرف الصحي الفضلات السائلة المنزلية والصناعية المتخلص منها باستخدام الأنابيب أو المجاري أو أي بنية هيكلية مشابهة، وأحيانا في حفرة فنية تفرغ بعدها باستخدام شاحنات خاصة تمتص مياه الصرف وتصرفها بعيدا.
وتسمى بنظام الصرف جميع البنية التحتية، بما فيها الأنابيب والمضخات، والمرشحات، والقنوات، إلخ المستخدمة في نقل مياه الصرف الصحي من مصدرها إلى نقطة التجميع أو محطات المعالجة.

## خواص مياه الصرف

### خواص فيزيائية
من أهم الخصائص الفيزيائية لمياه الصرف هو محتواها من المواد الصلبة الذي يتكون من مواد طافية ومواد مترسبة ومواد عالقة ومواد ذائبة. أما باقى الخصائص الفيزيائية فهى الرائحة ودرجة الحرارة واللون ودرجة العكارة.
- المواد الصلبة الكلية: علميا تعرف المواد الصلبة الكلية في مياه الصرف على أنها كل المواد التي تبقى عند التبخير عند درجة حرارة من 103 إلى 105 ºم. أما المواد التي لها ضغط بخارى مرتفع فإنها سوف تفقد في عملية التبخير عند هذه الدرجة وبالتالى لا تعتبر مواد صلبة. وتعرف المواد الصلبة القابلة للترسيب على أنها المواد التي تترسب في قاع إناء على شكل مخروطي (يسمى مخروط امهوف) في خلال زمن قدرة 60 دقيقة. تعتبر المواد الصلبة القابلة للترسيب والتي وحدة قياسها مللتر/لتر قياس تقريبي لكمية الحمأة التي سوف تنفصل بالترسيب الأولى. ويمكن تقسيم المواد الصلبة الكلية أو المتبقية بعد التبخير أيضاً إلى مواد لا يمكن ترشيحها (عالقة) أو مواد يمكن ترشيحها وذلك بتمرير حجم معلوم من السائل خلال فلتر (مرشح). ويمكن تقسيم المواد الصلبة تقسيماً آخر طبقاً لدرجة تطايرها عند درجة 550 ºيتأكسد الجزء العضوي عند هذه الدرجة ويتحول إلى غاز بينما يبقى الجزء الغير عضوى كرماد، وبذلك يمكن أن نطلق مصطلح «المواد العالقة المتطايرة» و«المواد العالقة الثابتة» على كل من المحتوى العضوي والغير العضوي (المعدني) للمواد العالقة على الترتيب. ويتم دائماً إجراء تحليل المواد الصلبة المتطايرة على الحمأة لقياس مدى الثبات البيولوجي لها.
- الروائح: تنبعث الروائح عادة من الغازات المتولدة من تحلل المواد العضوية أو من المواد المضافة إلى مياه الصرف وقد تحتوى مياه الصرف الصناعى على مركبات ذات رائحة أو على مركبات تنبعث منها رائحة أثناء عملية المعالجة.
- درجات الحرارة: تعتبر درجة الحرارة من أهم المؤشرات المؤثرة في عملية المعالجة وذلك لتأثيرها على التفاعلات الكيميائية وسرعتها، وكذلك تؤثر على الأحياء المائية، وعلى مدى ملائمة المياه للاستخدامات المفيدة. فمثلا ارتفاع درجة الحرارة قد يؤدى إلى اختلاف في فصائل الأسماك المتواجدة في البيئة المائية المستقبلة لمياه الصرف. ولذلك فإن العديد من المنشآت الصناعية تولى اهتماماً بالغاً بدرجة حرارة المياه السطحية التي تستعمل في عمليات التبريد.

بالإضافة إلى ما سبق فإن الأكسجين أقل ذوباناً في المياه الدافئة عن المياه الباردة ولذلك فإنه عند ارتفاع درجة حرارة المياه في أشهر الصيف يزداد معدل التفاعلات البيوكيميائية مصاحباً لانخفاض في كمية الأكسجين المتواجدة في المياه السطحية مما قد يؤدى إلى نفاذ حاد لتركيز الأكسجين الذائب في المياه. وقد تتزايد هذه التأثيرات الخطيرة عند زيادة كمية المياه الساخنة التي يتم صرفها على المسطحات المائية، مع ملاحظة أنه عند حدوث أي تغير مفاجئ لدرجة الحرارة قد ينتج عنه أرتفاع معدل الوفيات في الأحياء المائية، كما أن الارتفاع غير الطبيعى لدرجة الحرارة قد يؤدى إلى ازدياد نمو بعض النباتات المائية غير المرغوب فيها والفطريات.
- اللون: يختلف لون مياه الصرف الصناعى طبقاً لنوع الصناعة ولذلك فإنه من المهم معرفة خواص وطرق قياس اللون. ولا يمكن لطرق المعالجة التقليدية إزالة اللون وذلك لأن أغلب المواد الملونة تكون في الحالة الذائبة ولكن يمكن لبعض وحدات المعالجة الثانوية مثل الحمأة النشطة والمرشحات الرملية إزالة نسبة معينة لبعض أنواع المواد الملونة وفي بعض الأحيان تحتاج إزالة المواد الملونة إلى عمليات الأكسدة الكيميائية.
- العكارة: العكارة هي مقياس لمرور الضوء خلال الماء ويستخدم كاختيار لقياس مدى جودة المياه المنصرفة بالنسبة للمواد الرغوية العالقة. وعموماً فإنه لا توجد علاقة بين درجة العكارة وتركيز المواد العالقة في المياه غير المعالجة ولكن تتوقف درجة العكارة على كمية المواد العالقة ونوعها ولونها ودقة حبيباتها.

### خواص كيميائية

#### المواد العضوية
تتكون المواد العضوية من خليط من الكربون والهيدروجين والأكسجين وفي بعض الأحيان النيتروجين، هذا بالإضافة إلى بعض العناصر الأخرى المهمة مثل الكبريت والفسفور والحديد. وقد تحتوى مياه الصرف الصناعى على كميات قليلة من جزيئات عضوية مخلقة والتي يتباين تركيبها الكيميائي تباينا كبيرا مثل المواد الخافضة للتوتر السطحي (المنظفات الصناعية) والملوثات العضوية الرئيسية والمركبات العضوية المتطايرة والمبيدات الزراعية. وقد أدى وجود هذه المركبات إلى تعقيدات عديدة لعمليات معالجة مياه الصرف الصناعي لأن أغلب هذه المركبات لا تتحلل بيولوجيا أو تتحلل ببطء شديد.
- الزيوت والدهون والشحوم: تعتبر الدهون من أكثر المواد العضوية ثباتا حيث أنها لا تتحلل بسهولة بفعل البكتيريا. ويصل الكيروسين وزيوت التشحيم إلى الصرف عن طريق الورش والجراجات حيث يطفو على سطح مياه الصرف ويتبقى جزء ضئيل منه في صورة مواد راسبة تتجمع مع الحمأة. هذا وتسبب الزيوت المعدنية مشاكل في الصيانة نتيجة لتغطيتها للأسطح. وإذا لم تتم إزالة الشحوم قبل صرف المياه إلى البيئة الخارجية، فإنها قد تؤثر عكسيا على الحياة البيولوجية في المياه السطحية مسببة طبقة من المواد الطافية غير المرئية.
- المنظفات الصناعية: المنظفات الصناعية هي المواد الخافضة للتوتر السطحي وهي عبارة عن جزيئات عضوية كبيرة ولها قابلية ضعيفة للذوبان وهي تسبب الرغوة في محطات معالجة مياه الصرف وفي المياه السطحية التي تصرف إليها وتتجمع جزيئات المنظفات في الطبقة ما بين الهواء والماء كذلك تتجمع هذه المركبات على سطح فقاعات الهواء أثناء عملية المعالجة البيولوجية مسببة رغوة ثابتة تفوق عملية المعالجة.
- الفينـول: يعتبر الفينول وغيره من المركبات العضوية من المكونات الهامة في المياه حيث يمكن أن يسبب مشاكل في طعم مياه الشرب، خاصة عندما تكون المياه معقمة بالكلور. وتنتج مادة الفينول من العمليات الصناعية حيث تأخذ طريقها إلى المياه السطحية عند التخلص من مياه الصرف الصناعى. ويمكن إزالة الفينول بالأكسدة أثناء المعالجة البيولوجية وحتى تركيزات 500 ملجم/لتر.

* المركبات العضوية المتطايرة: هي المركبات العضوية التي لها نقطة غليان أقل من 100 درجة مئوية و/أو ضغط بخار أقل من 1 مم زئبق عند درجة حرارة 25 درجة مئوية. إن انسياب هذه المركبات في المجارى أو في محطات المعالجة قد تؤثر عكسيا على صحة العاملين بشبكات الصرف ومحطات المعالجة. 
* المبيدات والكيماويات الزراعية: تعتبر المركبات العضوية الموجودة في المبيدات الحشرية والنباتية بالإضافة إلى الكيماويات الزراعية سامة بالنسبة لمعظم الكائنات الحية ويمكن اعتبارها مادة ملوثة مهمة فعالة في المياه المستقبلة للصرف. 

#### مؤشرات المواد العضوية
*الأكسجين الحيوي الممتص (BOD5): يعتبر هذا المؤشر من أكثر مؤشرات التلوث العضوية واسعة الاستخدام في مجال مياه الصرف الصناعي وعادة ما يتكون الأكسجين الحيوى الممتص بسبب المواد العضوية الرغوية والذائبة مما يشكل حملا على الوحدات البيولوجية في محطات المعالجة. ويلزم توفير الأكسجين اللازم لنمو البكتريا لتقوم بأكسدة المواد العضوية. ويحتاج الحمل الزائد للأكسجين الحيوى الممتص الناتج من الزيادة في المخلفات العضوية إلى زيادة النشاط البكتيرى والأكسجيني بالإضافة إلى زيادة في قدرة وحدة المعالجة البيولوجية. يتم تحديد الأكسجين الحيوى الممتص لقياس الأكسجين الذائب المستهلك بواسطة الكائنات الدقيقة في عملية الأكسدة البيوكيميائية للمواد العضوية. ولقياس الأكسجين الحيوى الممتص يتم عمل تخفيفات لمياه الصرف بماء مشبع بالأكسجين في زجاجات خاصة يضاف إليها البكتيريا. تحضر أيضا زجاجة تحكم معبئة بماء وبكتيريا فقط. يتم وضع الزجاجات في حضانة لمدة خمسة أيام على درجة 20ºم، وبذلك تسمى العملية باختبارات الخمسة أيام للأكسجين الحيوى الممتص (BOD5) ويستخدم الفرق بين تركيز الأكسجين في زجاجة التحكم والأكسجين المتبقي في الزجاجات الأخرى بعد خمسة أيام في حساب الأكسجين الحيوى الممتص مقدرا بـ مجم/لتر.

- الأكسجين الكيميائي المستهلك (COD) : يستخدم اختبار الأكسجين الكيميائي المستهلك لقياس المواد العضوية في مياه الصرف الصناعي التي تحتوي على مركبات سامة للحياة البيولوجية، ويتم بأكسدة المركبات المختزلة في مياه الصرف من خلال تفاعل مع خليط من حمضي الكبريتيك والكروميك في درجة حرارة عالية. وهناك اختبار آخر لـ (COD) تستخدم فيه البرمنجنات كعامل مؤكسد، ولكن هذا الاختبار يعطى نتائج ذات قيم منخفضة وليست لها علاقة مباشرة بالاختبار المعياري للأكسجين الكيميائى المستهلك.  وبشكل عام فإن قيمة الأكسجين الكيميائى المستهلك لمياه الصرف أعلى من قيمة الأكسجين الحيوى الممتص لأن المركبات يمكن أن تتأكسد كيميائيا والبعض فقط يمكن أن يتأكسد بيولوجيا، وبالنسبة لأنواع كثيرة من مياه الصرف فإنه من السهل الربط بين الأكسجين الكيميائى المستهلك والأكسجين الحيوى الممتص. وهذا يعتبر ذو فائدة لأن الأكسجين الكيميائى المستهلك يمكن تعيينه خلال 3 ساعات فقط بالمقارنة بالأكسجين الحيوى الممتص والذي يلزم لتقديره 5 أيام. وعندما تحدد العلاقة بينهما فإن قياسات الأكسجين الكيميائى المستهلك يمكن استخدامها كمؤشر لكفاءة عمليات التشغيل والتحكم في محطات المعالجة.

وفى الغالب فإن نسبة الأكسجين الكيميائى المستهلك إلى الأكسجين الحيوى الممتص 1.5 : 2 في مياه الصرف الصناعى التي تحتوى على مواد تتحلل بيولوجيا (مثل صناعة الأغذية). أما مياه الصرف ذات النسب (COD/BOD) أعلى من 3، فإنه يمكن اعتبار أن المواد المؤكسدة الموجودة في العينة ليست بيولوجية التحلل. في بعض الأحيان يطلق على المواد غير المتحللة بيولوجيا مواد حرارية حيث توجد بصفة دائمة في مياه الصرف الناتجة من الصناعات الكيماوية والورقية.

#### المواد غير العضوية
- النيتروجين: نظرا لأهمية النيتروجين كحجر أساس في سلسلة البروتين، فإن بيانات النيتروجين تستخدم لتقييم قابلية مياه الصرف للمعالجة البيولوجية. إن عدم وجود النيتروجين بشكل كاف يجعل من إضافته ضرورة لجعل مياه الصرف قابلة للمعالجة. ولكى يتم التحكم في نمو الطحالب في المياه المستقبلة فإن اختزال أو إزالة النيتروجين في مياه الصرف يعتبر ضرورة ملحة. ويشمل النيتروجين الكلى - والمستخدم كمؤشر شائع - على العديد من المركبات مثل الأمونيا وأيون الأمونيوم والنترات والنيتريت واليوريا والنيتروجين العضوي (الأحماض الأمينية والأمينات).
- الفسفور:يعتبر الفوسفور ضروري لنمو الطحالب وغيرها من الكائنات البيولوجية ويكون الفسفور العضوي أحد أهم المكونات لمياه الصرف الصناعي والحمأة. 
- الكبريت: يتم اختزال الكبريتات حيويا تحت ظروف لاهوائية إلى الكبريتيد، والذي بدوره يمكن أن يرتبط بالهيدروجين ليكون كبريتيد الأيدروجين حيث يتصاعد هذا الغاز في الهواء المحيط بمياه الصرف وكذلك يتجمع في الشبكات فوق سطح المياه بالمواسير. ويمكن لغاز كبريتيد الأيدروجين المتراكم أن يتأكسد حيويا داخل الشبكات ويتحول إلى حامض كبريتيك والذي يسبب تآكل مواسير الحديد وكذلك المعدات.

#### مؤشرات المواد غير العضوية
- الأس الهيدروجيني: إن تركيز الأيون الهيدروجينى يعتبر أحد المؤشرات الهامة لمياه الصرف. ويعتبر مدى التركيز المناسب لتواجد معظم الحياة البيولوجية صغيرا جدا وحرجا. إن مياه الصرف ذات الأس الهيدروجينى الخارج عن المدى من الصعب معالجتها بالطريقة البيولوجية، وبالتالى إذا لم يتم ضبط (pH) قبل الصرف فإنه سيؤثر عكسيا على (pH) في المياه الطبيعية.
- القاعدية: تنتج القاعدية من وجود عناصر الهيدروكسيدات والكربونات والبيكاربونات مثل الكالسيوم والماغنسيوم والصوديوم والبوتاسيوم والأمونيا ويعتبرا الكالسيوم والمغنيسيوم هما الأكثر انتشارا. ويمكن اعتبار البورات والسيليكات والفوسفات بالإضافة إلى مركبات مشابهة مكونة لجزء من القاعدية. ويساعد وجود القاعدية في مياه الصرف على مواجهة التغيرات في الأس الهيدروجينى الناتجة عن إضافة الأحماض. ويشكل تركيز القاعدية في مياه الصرف أهمية من حيث التأثير على المعالجة الكيميائية والمعالجة البيولوجية للتخلص من المغذيات كذلك إزالة الأمونيا باستخدام طبقات الهواء.

#### المركبات السامة غير العضوية
بسبب السمية الناتجة عن هذه المواد، فإن بعض الكتيونات تكون ذات أهمية في معالجة والتخلص من مياه الصرف. وقد تم تصنيف الكثير من هذه المركبات على أنها ملوثات ذات أولوية. ويعتبر الرصاص والحديد والفضة والكروم بالإضافة إلى البورون مواد سامة لها درجات متفاوتة من السمية على الكائنات الدقيقة لذلك يجب أخذها في الاعتبار عند تصميم محطات المعالجة البيولوجية. وتعانى الكثير من محطات المعالجة بسبب وجود هذه الكتيونات في المياه حيث تسبب قتل الكائنات الدقيقة وبالتالى توقف المعالجة.
أما كتيونات البوتاسيوم والأمونيوم فإنها تعتبر سامة عند 4000 ملجم/لتر. أما السيانيد والكرومات والتي تعتبر أيونات سامة تظهر أيضا في مياه الصرف الصناعى الناتجة عن طلاء المعادن ويجب إزالتها من البداية بالمعالجة الأولية في المصنع بدلا من خلطها بالصرف الصحي. ويتواجد الفلوريد - وهو عنصر سام - بشكل شائع في مياه الصرف الناتجة من صناعات الإلكترونيات. كذلك يمكن أن تحتوى مياه الصرف الصناعي أيضا على مواد عضوية سامة.

#### المعادن الثقيلة
تعتبر التركيزات الصغيرة لكثير من المعادن مثل النيكل والمنجنيز والرصاص والكروم والكادميوم والزنك والنحاس والحديد بالإضافة للزئبق مكونات ذات أهمية في مياه الصرف الصناعى. كما أن وجود مثل هذه المعادن بكميات مرتفعة سوف تؤثر على استخدام المياه نظرا لسميتها. لذلك يفضل دائما أن يتم قياس والتحكم في تركيز هذه المواد في المياه.

### خواص بيولوجية
بعض الصناعات ينتج عنها نوع معين من البكتيريا الممرضة مثل المجازر الآلية والبعض الآخر ينتج عنه طفيليات وفطريات مثل مصانع النشا والخميرة. وتحدد الاختبارات البيولوجية على مياه الصرف وجود البكتيريا الممرضة من عدمه بواسطة اختبار نوع معين من الكائنات المؤشرة. وتمثل المعلومات البيولوجية حاجة ملحة لتقييم نوع المعالجة لمياه الصرف قبل التخلص منها إلى البيئة